# Astral Projection
Az Astral Projection egy izraeli goa trance zenekar. két tag alkotja: Avi Nissim és Lior Perlmutter.

## Története
Az Astral Projection elődjének az 1989-ben alapított SFX nevű együttes számított, amelyet Nissim és Perlmutter alkottak. Ők ketten kimentek New Yorkba. Avi hamarosan visszatért Izraelbe, Lior azonban New Yorkban maradt. 1993-ban Avi összefogott Yaniv Havivval és Guy Sabaggal. 1995-ös albumuk kiadása után Guy elhagyta a zenekart, a megmaradt tagok pedig Astral Projection néven folytatták.
Pályafutásuk alatt több albumot is kiadtak. Alapító tagjai saját lemezkiadót is alapítottak, Trust in Trance Records néven.
Zenei hatásukként több együttest is megjelöltek, a Psychic TV-től a Yazoo-n át egészen a Kraftwerkig.

## Diszkográfia
- The Unreleased Tracks (SFX néven)
- Trust in Trance 1 (1994)
- Trust in Trance 2 (1995)
- Trust in Trance 3 (1996)
- The Astral Files (1996)
- Dancing Galaxy (1997)
- Trust in Trance - The Next Millenium (1998)
- Another World (1999)
- In the Mix (2000)
- Amen (2002)
- Ten (2004)
- Back to Galaxy (2005)
- The Blissdom EP (2010)
- Open Society EP (2010)
- One EP (2012)
- Goa Classics Remixed (2014)
- Let There Be Light EP (2017)